# Cantón de Roubaix-Este
El cantón de Roubaix-Este era una división administrativa francesa, que estaba situada en el departamento de Norte y la región de Norte-Paso de Calais.

## Composición
El cantón estaba formado por una fracción de una comuna, más una fracción de la comuna que le daba su nombre:
- Roubaix (fracción)
- Wattrelos (fracción)

## Supresión del cantón de Roubaix-Este
En aplicación del Decreto nº 2014-167 de 17 de febrero de 2014, el cantón de Roubaix-Este fue suprimido el 22 de marzo de 2015 y sus 2 comunas pasaron a formar parte; una del nuevo cantón de Roubaix-2 y la fracción de la comuna que le daba su nombre se unió con las demás fracciones para que, por medio de una reestructuración cantonal, fueran creados los nuevos cantones de Roubaix-1 y Roubaix-2.